# Yokosuka MXY7 Ohka
Yokosuka MXY7 Ohka (яп. 櫻花 О́ка, букв. «цветок са́куры»), — японский самолёт-снаряд специального назначения конца Второй мировой войны — «крылатая бомба» с ракетным двигателем, управляемая пилотом-смертником (см. тэйсинтай).

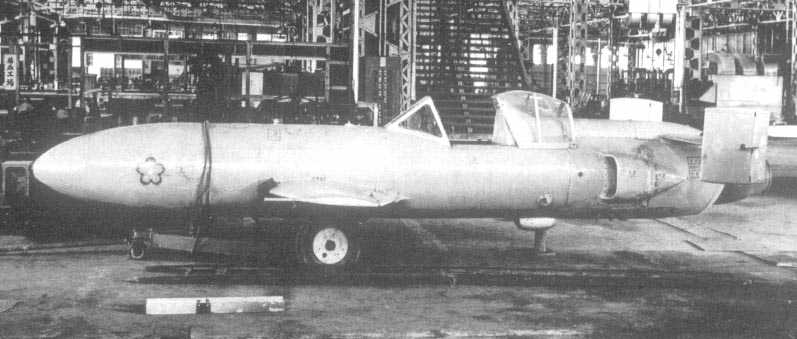
Yokosuka MXY7 Ohka (модель 22). На борту видно стилизованное изображение цветка сакуры

Американские моряки дали им прозвище «бака»-бомб от бака (яп. バカ, «дурак» или «идиот»).

## История

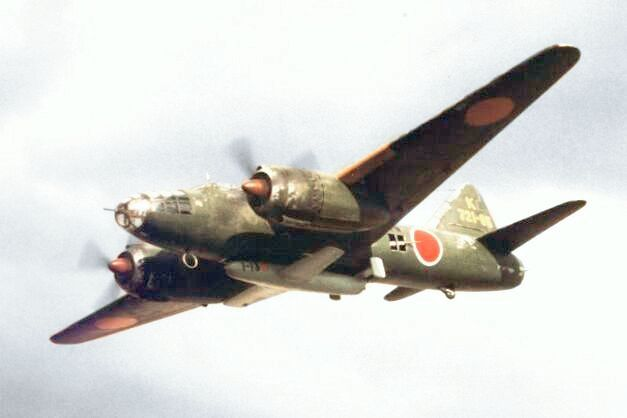
Бомбардировщик Mitsubishi G4M2 из состава 701-го кокутая транспортирует Yokosuka MXY7 Ohka

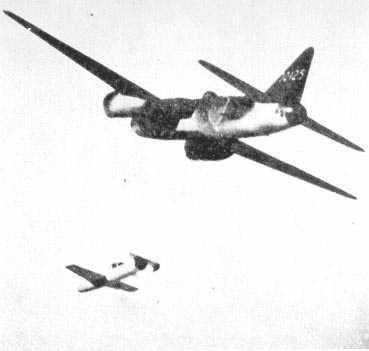
Запуск Yokosuka MXY7 Ohka с бомбардировщика Mitsubishi G4M2

К осени 1944 года Императорский флот и морская авиация из-за острой нехватки материальных ресурсов и недостатка опытных кадров уже не могли противостоять военно-морским силам противника, основной ударной силой которых являлись авианосцы ВМС США.
В этих условиях японское командование предприняло попытку найти способ нанести ощутимый урон противнику без существенных материальных затрат, используя высокий моральный дух людей, преданных императору и готовых пожертвовать жизнью, чтобы с честью исполнить свой долг. Поставленная перед ними задача заключалась в том, чтобы, управляя простейшим летательным аппаратом, снаряжённым взрывчатым веществом, поразить и вывести из строя вражеский боевой корабль.
С этой целью был разработан самолёт-снаряд специального назначения Yokosuka MXY7 Ohka, который конструктивно представлял собой деревянный планёр с зарядом взрывчатки в носовой части, одноместной кабиной пилота в средней части и ракетным двигателем в хвостовой части корпуса. «О́ка» не имел взлётных двигателей и посадочных шасси, поднимался в воздух самолётом-носителем (в качестве которого использовалась специальная модификация бомбардировщика Mitsubishi G4M) , отделялся от него в прямой видимости корабля противника и планировал до стабилизации его пилотом и наведения на цель, а после включения ракетных ускорителей сближался с ней до столкновения, вызывавшего детонацию заряда.
Сам по себе разогнавшийся ракетный снаряд был малоуязвим для зениток и истребителей. Заряд боеголовки составлял 1,2 тонны аммонала, что было достаточно для уверенного поражения морских целей. Например, одной из первых жертв "цветка сакуры", стал эсминец "Hugh W. Hadley". В 9 утра, он был атакован группой из 10 истребителей. Зенитчики смогли уничтожить все. Однако двум камикадзе удалось поразить эсминец. После первого попадания камикадзе начался пожар, а пока его тушили, на корабль спикировал второй самолет. После попадания прогремел второй взрыв и начался пожар, экипаж покинул корабль. 12 апреля 1945 года эсминец «Маннерт Л. Абель» при попадании «Ока» был разорван пополам и быстро затонул. Иногда пробивная сила могла быть даже чрезмерной. Например, в тот же день эсминец «Стэнли» был пробит «Ока» насквозь так, что заряд сдетонировал, вылетев из противоположного борта, что спасло корабль от потопления. 
Но данная система оружия имела значительный недостаток, поскольку носитель «Ока» — бомбардировщик G4M — был медлительным и слабоманёвренным (особенно с подвешенным снарядом) и имел незащищённые топливные баки. Также ощущалась нехватка истребителей, которые могли бы защитить носитель на пути и особенно на подходе к цели. При этом дальность пуска «Ока» была меньше, чем радиус истребительного прикрытия авианосного соединения. Поэтому бо́льшая часть носителей сбивалась на подлёте, не успев запустить снаряд, а жертвами удачных атак «Ока» становились, в основном, действующие на удалении от основных сил эсминцы радиолокационного дозора. При попытке же атаки на авианосцы помимо гибели самолёта-снаряда и его пилота уничтожался двухмоторный бомбардировщик с многочисленным экипажем. Всё это привело к низкой эффективности применения Yokosuka MXY7 Ohka против боевых кораблей и гибели большого количества лётчиков-камикадзе при незначительных потерях со стороны противника. Возможно, именно по этой причине в официальных документах американцы называли «О́ка» не иначе, как «ба́ка» (то есть «дурак»).
По сути, Ohka представлял собою попытку создания в 1940-х годах прообраза появившихся позже авиационных противокорабельных ракет, с той лишь разницей что вместо недоступных в то время надёжных систем управления использовался «живой компьютер», то есть лётчик-камикадзе. В остальном конструкция сходна — массивная поражающая часть, реактивный двигатель, запуск в воздухе с самолёта-носителя. Ohka доказал свою эффективность уничтожением судов, что по стоимости несоизмеримо с потерями авиации при выполнении этой задачи. Примитивность использованных технических средств сделала невозможным более крупный успех, но Ohka указал направление развития средств противокорабельной борьбы, в частности против авианосцев, что привело в итоге к созданию одного из самых эффективных видов морского оружия — противокорабельной ракеты.

## Технические данные

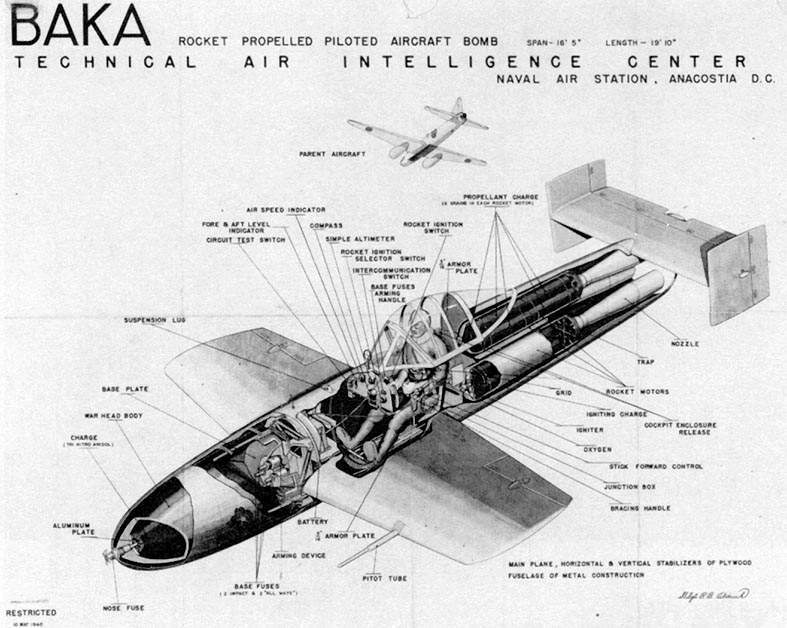
Схема самолёта-снаряда Yokosuka MXY7 Ohka в американском пособии

| Модель Yokosuka MXY7       | Модель 11 | Модель 22  | Модель 33 |  |
| Экипаж, чел.               | 1         | 1          | 1         |  |
| Длина, м                   | 6,06      | 6,83       | 6,83      |  |
| Высота, м                  | 1,62      | 1,62       | 1,62      |  |
| Размах крыла, м            | 5,12      | 4,15       | 4,15      |  |
| Площадь консолей крыла, м² | 6         | 4          | 4         |  |
| Масса, кг                  | 2120      | 1439       | 1439      |  |
| Масса заряда, кг           | 1200      | 600        | 800       |  |
| Двигатель                  | 3 × Тип 4 | 1 × TSU-11 | Ne-20     |  |
| Мощность                   |           |            |           |  |
| Макс. скорость, км/ч       | 800       | 1100       | 900       |  |
| Дальность полёта, км       | 40        |            |           |  |